# マドゥラ・ユナイテッドFC
マドゥラ・ユナイテッドFC（インドネシア語: Madura United Football Club）は、インドネシア・マドゥラ島パムカサンを本拠地とするサッカークラブである。

## 歴史
1986年にプリタ・ジャヤFC（Pelita Jaya FC）としてジャカルタに設立された。アジアクラブ選手権1990-91で初の国際大会出場を果たし、グループステージを突破した。
2000年にプリタ・ソロ（Pelita Solo）に改名して以降は、クラブ名や本拠地も次々と変わるようになった。2002年にプリタ・クラカタウ・スチール（Pelita Krakatau Steel）、2006年にプリタ・ジャヤ・プルワカルタ（Pelita Jaya Purwakarta）、2008年に'プリタ・ジャバル（Pelita Jabar）、翌年にプリタ・ジャヤ・カラワン（Pelita Jaya Karawang）、2012年にプリタ・バンドゥン・ラヤ（Pelita Bandung Raya）、2015年にプルシパシ・バンドゥン・ラヤ（Persipasi Bandung Raya）、2016年1月10日にマドゥラ・ユナイテッドに改名した。

## スタジアム

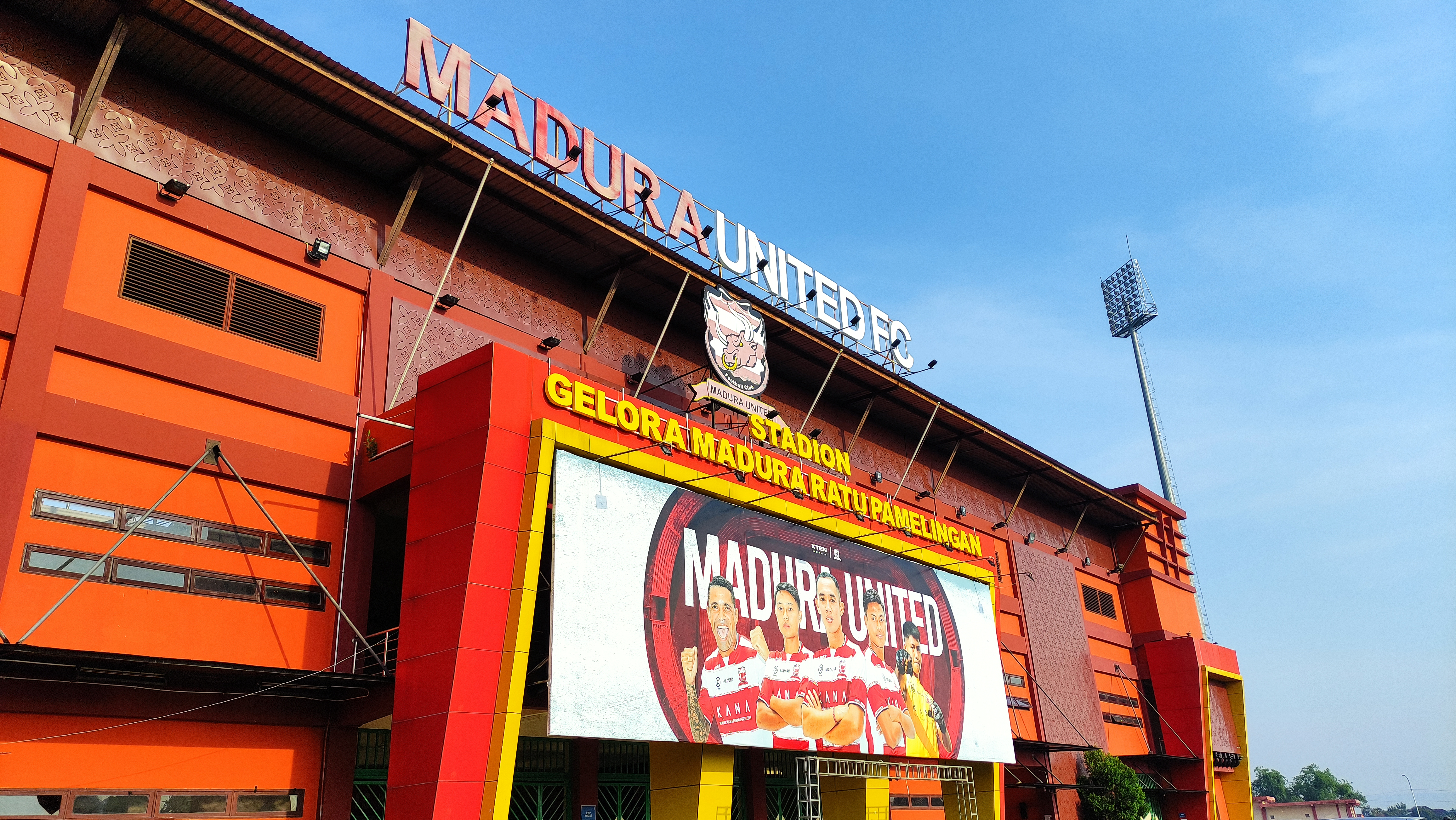
ゲロラ・ラトゥ・パムリンガン・スタジアム

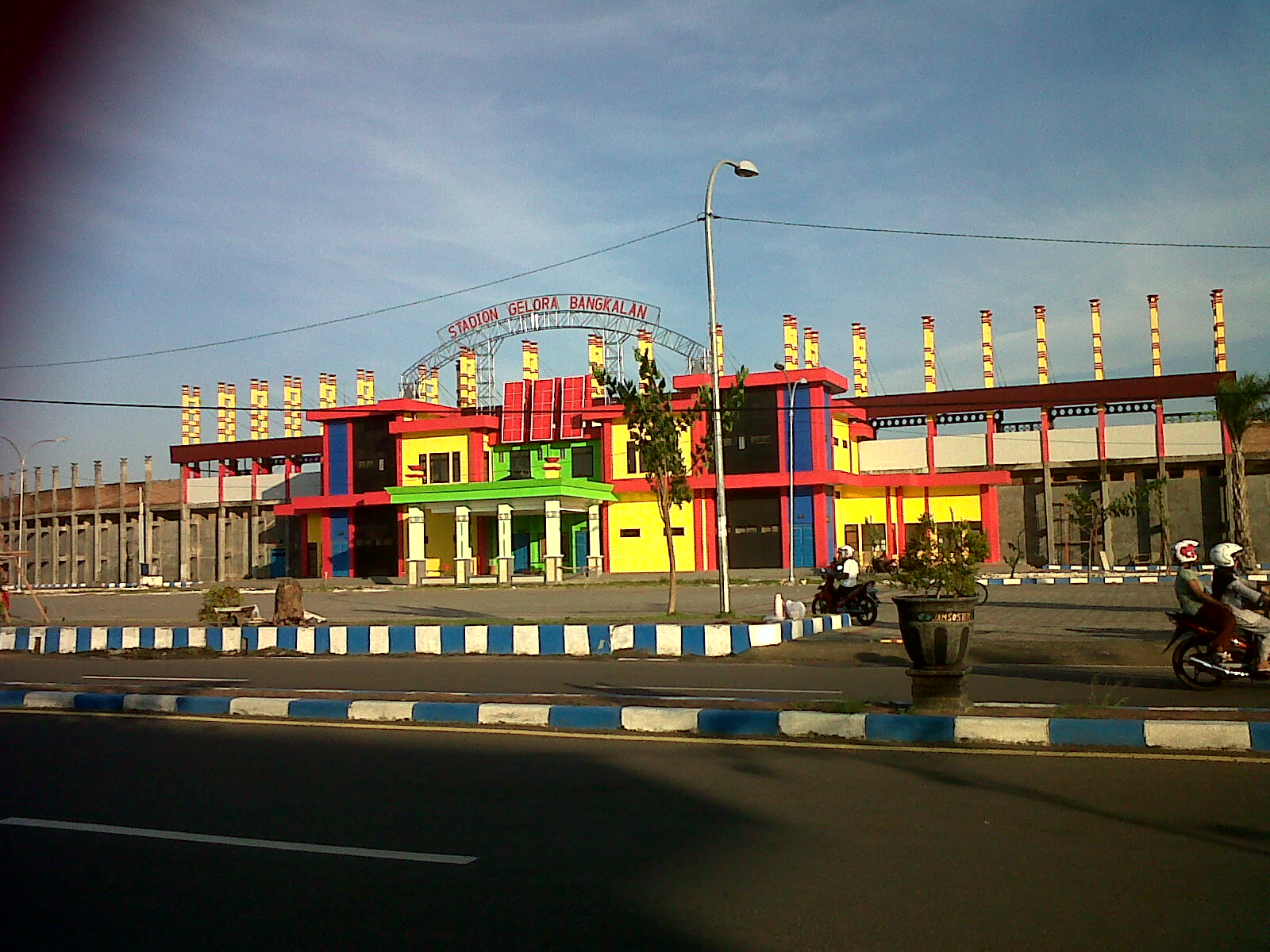
ゲロラ・ラトゥ・パムリンガン・スタジアム

マドゥラ・ユナイテッドに改名して以降の本拠地はゲロラ・ラトゥ・パムリンガン・スタジアムである。
ジャカルタ時代にはルバク・ブルス・スタジアム、スラカルタ時代にはマナハン・スタジアム、チレゴン時代にはクラカタウ・スチール・スタジアム、プルワカルタ時代にはプルナワルマン・スタジアム、バンドン時代にはジャラク・ハルパット・スタジアム、カラワン時代にはシンガプルバンサ・スタジアム、ブカシ時代にはパトリオット・カンドラバガ・スタジアムを本拠地として使用していた。

## タイトル
- ガラタマ[5]: 1988-89, 1990, 1993-94
- ピアラ・ウタマ[6]: 1992

## アジアでの成績
| 年度    | 大会                | ラウンド  | 国                         | クラブ                                   | ホーム      | アウェー    | 合計        |
| ------- | ------------------- | --------- | -------------------------- | ---------------------------------------- | ----------- | ----------- | ----------- |
| 1990-91 | アジアクラブ選手権  | 予選      | タイ王国の旗               | バンコク・バンクFC                       | 2-1         | 2-1         | 1位         |
| 1990-91 | アジアクラブ選手権  | 予選      | シンガポールの旗           | ゲイラン・インターナショナルFC           | 0-0         | 0-0         | 1位         |
| 1990-91 | アジアクラブ選手権  | グループA | オマーンの旗               | アル・ナスルSCSC                         | 3-0         | 3-0         | 2位         |
| 1990-91 | アジアクラブ選手権  | グループA | 中華人民共和国の旗         | 遼寧                                     | 0-1         | 0-1         | 2位         |
| 1990-91 | アジアクラブ選手権  | 準決勝    | イランの旗                 | エステグラルFC                           | 0-2         | 0-2         | 0-2         |
| 1990-91 | アジアクラブ選手権  | 3位決定戦 | 朝鮮民主主義人民共和国の旗 | 4.25体育団                               | 2-2(7-6 p.) | 2-2(7-6 p.) | 2-2(7-6 p.) |
| 2024-25 | AFCチャレンジリーグ | グループE | モンゴル国の旗             | SPファルコンズFC                         |             |             |             |
| 2024-25 | AFCチャレンジリーグ | グループE | カンボジアの旗             | プリヤ・カーン・リーチ・スヴァイリエンFC |             |             |             |

## 歴代所属選手
- 赤田法生 2024-